# Mesochorus gilvus
Mesochorus gilvus là một loài tò vò trong họ Ichneumonidae.